# Jagdgeschwader 50
La Jagdgeschwader 50  (JG 50) (50e escadre de chasse), est une unité de chasseurs de lutte en haute altitude de la Luftwaffe pendant la Seconde Guerre mondiale.

## Opérations
Active en 1943, l'unité était destinée aux missions d'interception des appareils anglais Mosquito. Les Allemands étaient jusque-là quasi impuissants pour contrer ce bimoteur rapide. Elle opéra donc sur des chasseurs Messerschmitt Bf 109G dont les moteurs étaient spécialement dopés pour l'occasion. Les résultats furent cependant décevants (une dizaine de victoire, mais contre des B-17) et l'escadre fut dissoute et intégrée à la défense du Reich. Au cours de sa courte histoire, la JG 50 n'a comporté qu'un seul Gruppe et fut souvent nommée JGr. 50 (Jagdgruppe 50).

## Organisation

### I. Gruppe
Formé le 21 juillet 1943 à Wiesbaden-Erbenheim, en tant que Jagdgruppe Süd der ObdL, une unité de chasseur haute altitude (anti-Mosquito).

Le 15 août 1943, il devient JG 50 avec :
- Stab/JG 50 à partir du Stab/JGr.Süd der ObdL
- 1./JG 50 à partir du 1./JGr.Süd der ObdL
- 2./JG 50 à partir du 2./JGr.Süd der ObdL
- 3./JG 50 à partir du 3./JGr.Süd der ObdL

Le I./JG 50 est dissous à la fin octobre 1943, et absorbé par la I./JG 301. 
Gruppenkommandeure (Commandant de groupe) :
| Début        | Fin          | Grade | Nom          |
| ------------ | ------------ | ----- | ------------ |
| Juillet 1943 | Octobre 1943 | Major | Hermann Graf |